# سيول اليمن 2008
سيول اليمن 2008 هي سيول حدثت في 23 أكتوبر 2008 نتيجة ل«عاصفة مدارية» قدمت من بحر العرب، وكانت العاصفة سادس إعصار استوائي من موسم أعاصير شمال المحيط الهندي عام 2008، والثانية في بحر العرب في تلك السنة، تسبب الأعصار الضعيف بأضرار واسعة النطاق في اليمن نتيجة لسيول جارفة أغرقت المدن.
تسببت بقايا العاصفة بإندلاع سيول وفيضانات جارفة في عدد من من محافظات اليمن وهي حضرموت ولحج والمهرة وتعز، أسفرت عن مقتل حوالي 180 شخص، وكان التأثير الأسوأ في حضرموت حيث سقط فيها معظم القتلى.

## الرصد الجوي
في 19 أكتوبر لاحظت دائرة الارصاد الجوية في الهند أن منطقة الضغط المنخفض والتي تقع إلى الجنوب الشرقي من صلالة، سلطنة عمان قد أصبحت «منخفض استوائي». وفي 21 أكتوبر تطورت إلى منخفض عميق، وكانت حينها على بعد 700 كم من صلالة جنوب سلطنة عمان، بالقرب من الساحل الشرقي للصومال. وفقدت العاصفة قوتها أثناء اجتيازها خليج عدن بسبب تفاعلها مع الهواء الجاف والبر، أثناء مرورها بالقرب من الساحل الشمالي الشرقي للصومال. وفي وقت لاحق صنفت كمنخفض،  وأطلق عليه أسم (بالإنجليزية: TC 03A).

## الخسائر
في 24 أكتوبر وصل المنخفض إلى اليابسة على الساحل الجنوبي الشرقي اليمني، وتسبب في فيضانات جارفة أسفرت عن مقتل 180 شخصاً.
 وتركت العاصفة 100,000 شخص على الأقل بدون مأوى. وكانت محافظات حضرموت ولحج والمهرة وتعز الأكثر تأثراً بالفيضانات ومعظم القتلى كانوا في حضرموت.

## التأثير
سبق الفيضانات عدة أيام من الأمطار وذلك اعتبارا من يوم 23 أكتوبر،  وأستمر المطر مع قدوم منخفض جوي من السعودية وجنوب الصومال، مما أدى إلى فيضانات شديدة في بعض مناطق اليمن.
نزحت آلاف الأسر الغالبية العظمى منها في حضرموت، وقد استخدمت العديد من المدارس كملاجئ لهم، ولكن تلك الملاجئ لا تكفي سوى ل10% من النازحين، ورجحت فرق البحث والإنقاذ إمكانية إرتفاع أعداد القتلى، نظراً لوجود عالقين في المنازل التي غمرتها المياه. وأيضاً تعطلت خطوط الكهرباء وشبكة الهاتف.
شهدت حضرموت والمهرة 30 ساعة على الأقل من الأمطار الغزيرة، ما أدى لمقتل وفقد 100 شخص، ونزوح 7000 شخص أصبحوا بلا مأوى.
وتدمر حوالي 2000 مبنى، أغلبيتها منازل سكنية وأيضاً شركات ومشاريع بنية تحتية، وقتلت الرعود الشديدة تسعة أشخاص على الأقل في المهرة وتعز ولحج.
دمرت الأمطار أيضا مساحات واسعة من الأراضي الزراعية وقتلت أعداد كبيرة من الماشية.